# Atactodea subobtusa
Atactodea subobtusa is een tweekleppigensoort uit de familie van de Mesodesmatidae. De wetenschappelijke naam van de soort is voor het eerst geldig gepubliceerd in 1895 door Jousseaume.